# Oreotrochilus adela
Oreotrochilus adela là một loài chim trong họ Chim ruồi.